# Queijo processado

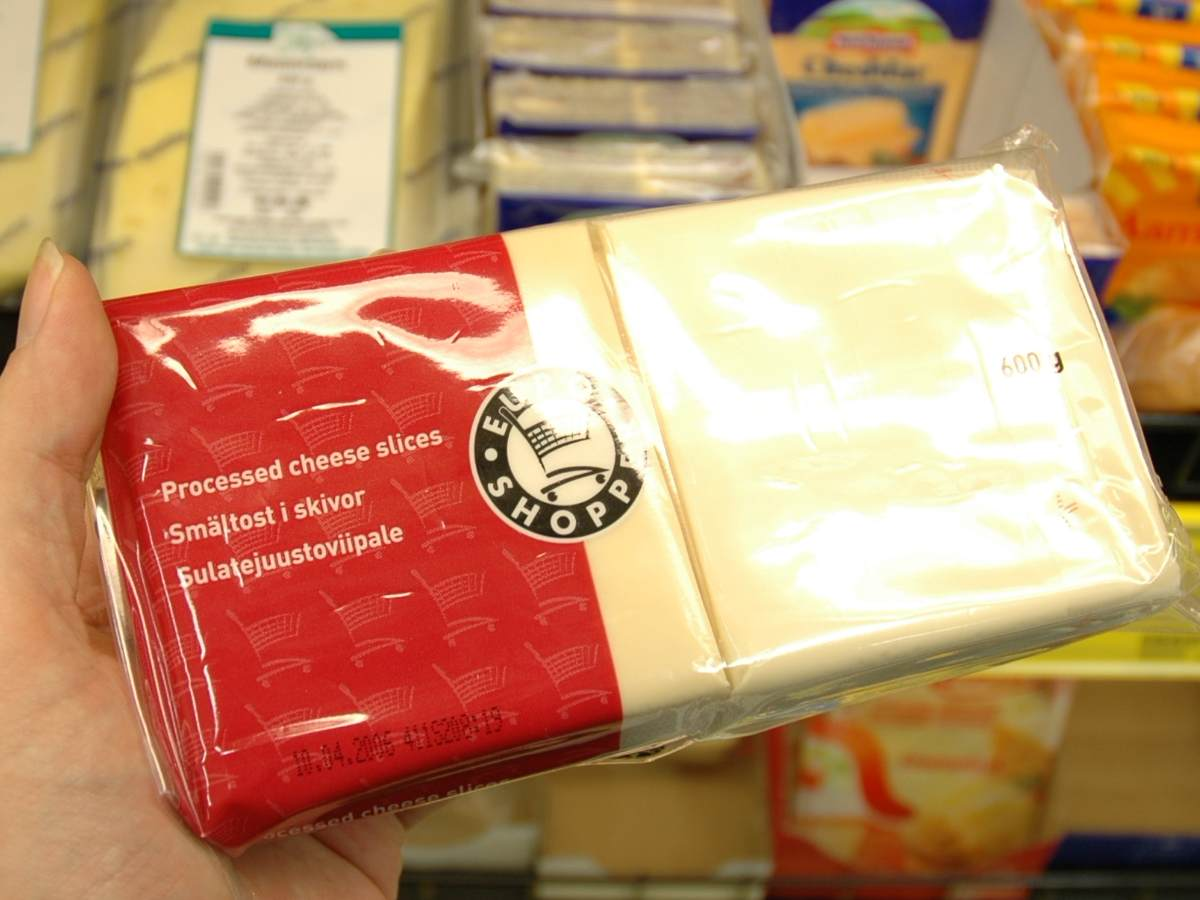
Queijo processado

Queijo processado (também conhecido como queijo fundido ou queijo processado pasteurizado) é um produto alimentar preparado a partir de queijos normais e de outros ingredientes lácteos aos quais são adicionados emulsionantes, sal e corantes.
Pode aparecer no mercado com diversos sabores e texturas. Nos Estados Unidos da América é a variedade mais conhecida, é designada por queijo americano.
O nome queijo americano tem uma definição jurídica como um tipo de queijo processado pasteurizado sob a alçada do Código de Regulamentação Federal dos Estados Unidos da América. La vache qui rit é um outro tipo de queijo processado, mostrando como é grande o alcance internacional deste tipo de produto.